# Canal Sarmiento

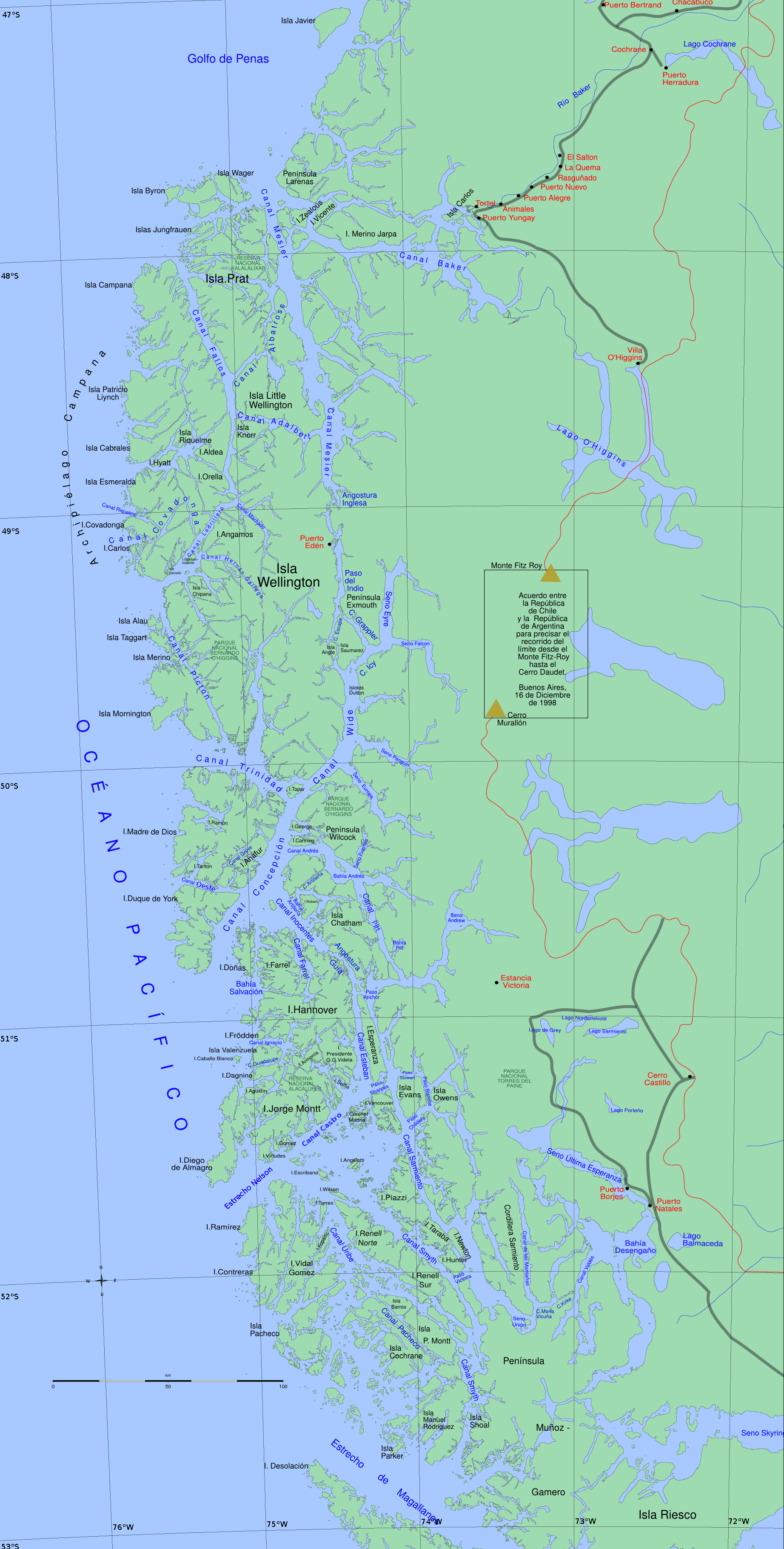
Le canal Sarmiento, sur la côte est de l'île Piazzi

Le canal Sarmiento est un chenal maritime de Patagonie dans la région de Magallanes et de l'Antarctique chilien, suite occidentale du canal Smyth.

## Géographie
Le canal commence au Guía Narrows (en) à la suite du canal Smyth et se termine à la pointe sud de la passe Victoria. Son cours prend la direction sud-sud-est à l'ouest des îles Esperanza, Vancouver et Piazzi puis il tourne brusquement vers l'est avant de reprendre son cours principal sud-sud-est et de rejoindre le canal Smyth.
Les îles qui bordent le canal sont montagneuses avec des sommets qui atteignent 457 m. Il y a une chaîne de montagnes au milieu de l'île Esperanza avec des altitudes comprises entre 300 et 1 067 m.
À l'est du détroit de Collingwood, se dresse la Cordillère Sarmiento.

## Histoire
Ses côtes sont parcourues depuis environ 6 000 ans par les Kawésqar. Il tient son nom de Pedro Sarmiento de Gamboa qui a exploré la région entre 1579 et 1580. 